# Argaki
Argaki (gr. Αργάκι, tur. Akçay) – wieś na Cyprze, w dystrykcie Nikozja.